# 张根虎
张根虎（1955年—），山西襄汾人，汉族，中华人民共和国政治人物，曾任山西煤炭运销集团董事长，山西省安监局局长，山西省文联主席。中国共产党党员，第十一届全国人民代表大会山西地区代表。

## 生平
毕业于山西广播电视大学党政管理专业。2008年起担任全国人大代表。